# Carlo Azeglio Ciampi
Carlo Azeglio Ciampi (Livorno, 9 de diciembre de 1920-Roma, 16 de septiembre de 2016) fue un político y banquero italiano, décimo presidente de la República Italiana desde 1999 hasta 2006.
Fue gobernador del Banco de Italia desde 1979 hasta 1993, presidente del Consejo de Ministros de Italia (1993-1994), y ministro de Hacienda y de Planificación Económica en distintos mandatos. En 1999 se convirtió en el primer jefe del estado italiano independiente de cualquier formación parlamentaria, así como en el segundo exgobernador del Banco de Italia en llegar al puesto tras Luigi Einaudi en 1948.
Aunque de joven fue militante del Partido de Acción, Ciampi no estuvo adscrito a ningún partido político. Como presidente de la República ha encargado formar gobierno a tres primeros ministros: Massimo D'Alema (1999), Giuliano Amato (2000-2001) y Silvio Berlusconi (2001-2006). Además ha nombrado cinco senadores vitalicios: Rita Levi-Montalcini (2001), Emilio Colombo (2003), Mario Luzi (2004), Giorgio Napolitano y Sergio Pininfarina (2005).

## Biografía
Carlo Azeglio Ciampi nació el 9 de septiembre de 1920 en Livorno. Se licenció en Literatura en 1941 de la Scuola Normale de Pisa, una de las universidades más prestigiosas del país, graduándose luego en Derecho por la Universidad de Pisa en 1946. Ese mismo año comenzó a trabajar en el Banco de Italia. 
En 1960 fue ascendido para trabajar en la administración central del Banco y en 1973 se convirtió en secretario general, vicedirector general en 1976 y director general en 1978. En octubre de 1979 finalmente llegó a los cargos de gobernador del Banco de Italia y presidente del Ufficio Italiano Cambi, los cuales ocupó hasta 1993.
Desde abril de 1993 hasta mayo de 1994 fue primer ministro, ejerciendo un gobierno técnico durante un período de transición. Poco después ocupó el cargo de ministro del Tesoro, de 1996 hasta mayo de 1999, durante los gobiernos de Romano Prodi y Massimo D'Alema. En este tiempo se llevó a cabo la integración de Italia en la zona del euro. El 13 de mayo de 1999 fue nombrado presidente de la República Italiana por el Parlamento. 
El 5 de mayo de 2005 recibió el Premio Carlomagno en la ciudad de Aquisgrán. La École Normale Supérieure de París lo nombró doctor honoris causa el 15 de junio del mismo año. Durante su mandato, Ciampi mantuvo, mediante viajes al exterior de Italia buenas relaciones con distintos países del globo, mientras que en el frente interno se transformaba en un punto de referencia tanto para líderes opositores como para líderes gubernamentales. 
Al finalizar su mandato, en mayo de 2006, Ciampi renunció a una eventual reelección por siete años más, aduciendo su avanzada edad (86 años) y optando por la senaturía vitalicia dispuesta para los expresidentes.
Dejó el cargo el 15 de mayo de 2006, siendo sucedido por Giorgio Napolitano.
El 16 de septiembre de 2016 falleció en una clínica de Roma a la edad de 95 años.